# Appiusz Klaudiusz Pulcher (konsul 143 p.n.e.)
Appius Claudius Pulcher (ur. ?, zm. 133 p.n.e.) – członek patrycjuszowskiego rodu Klaudiuszów Pulcher, jednego z najbardziej wpływowych w okresie republiki. Syn Gajusza Klaudiusza Pulchra, konsula w 177 p.n.e.
Konsul w 143 p.n.e. Rzym nie prowadził wówczas żadnych większych działań wojennych. Appiusz kierując się ambicją i chcąc uzyskać prawo do triumfu zaatakował alpejskie plemię Salassów. Początkowo poniósł porażkę i jego pierwsza wyprawa została odparta. Na wniosek senatu zwrócono się o radę do ksiąg sybillińskich. Po wykonaniu zaleceń, by złożyć ofiary bogom na terytorium wroga, Appiusz przedsięwziął drugą wyprawę i tym razem osiągnął zwycięstwo. Senat odmówił mu odbycia po powrocie triumfu; uważano, że Appiusz niepotrzebnie wywołał tę pograniczną wojnę a i samo zwycięstwo nie było imponujące. Ale Appiusz wykorzystując swoje uprawnienia konsularne zorganizował pochód triumfalny na własny koszt. Sprzeciwiali się temu niektórzy trybuni ludowi a jeden z nich nawet próbował go ściągnąć z wozu triumfalnego. Wówczas córka Appiusza, Klaudia, wykorzystując swoją pozycję westalki uniemożliwiła to działanie i towarzyszyła ojcu w pochodzie aż na Kapitol. W 136 p.n.e. został cenzorem razem z Kwintusem Fulwiuszem Nobilorem.
Drugą córkę, Klaudię, Appiusz wydał za Tyberiusza Grakcha. Wspierał propozycje reform Grakcha, a może był nawet ich inspiratorem. W 133 p.n.e. wszedł wraz z braćmi Tyberiuszem i Gajuszem Grakchami do komisji rozdzielającej ziemię publiczną (ager publicus) pomiędzy weteranów wojny punickiej i bezrolnych obywateli. Tyberiusz Grakchus zginął zabity przez przeciwników reform w 132 p.n.e., ale Appiusz uszedł cało dzięki powadze, jaką się cieszył jako (między innymi) ówczesny princeps senatus; zmarł niedługo potem.
Był członkiem kolegium kapłańskiego saliów, augurem. Według Cycerona był dobrym mówcą. Poślubił Antystię. 
Dzieci:
- Gajusz Klaudiusz Pulcher konsul w 92 p.n.e.
- Appiusz Klaudiusz Pulcher konsul w 79 p.n.e.
- Klaudia (westalka)
- Klaudia (1x Tyberiusz Semproniusz Grakchus)